# Алофиваи
Алофиваи (уолл. Alofivai) — деревня в районе Хахаке в королевстве Увеа на Уоллис и Футуна. В 2008 году население составило 437 человек.

## География
Алофиваи находится на северо-востоке района Хахаке на острове Увеа, на берегу океана. Рядом с деревней проходит Дорога 1. Граничит с деревней Лику на юге. К юго-западу находится гора Лока (131 м; уолл. Loka).
Поселение считается образовательным центром Увеа, поскольку в деревне находится несколько школ. Помимо этого, в Алофиваи есть несколько католических церквей.
В Алофиваи есть единственный на всём Уоллис и Футуна колледж, открытый миссионерами в 1922 году. Колледж находится к северо-западу от озера Алофиваи. В сухие сезоны коровы, принадлежащие колледжу, пасутся в кратерном озере. Однако в дождливые сезоны озеро наполнено жабами.